# 月眉 (宜蘭縣)
月眉，是台灣宜蘭縣羅東鎮的一個傳統地域名稱，位於該鎮東南部。相較於今日行政區，其範圍大致為新群里南部。

## 歷史
台灣清治末期，月眉地區為一街庄，稱為「月眉庄」，隸屬於羅東堡。該庄北與打那岸庄為鄰，東及東南與武淵庄為鄰，南邊為武罕庄，西南邊及西邊為十六份庄，西北邊為十八埒庄。
1901年（日治明治三十四年）11月，廢縣廳改設二十廳，該庄隸屬於宜蘭廳，編入第十二區。1905年（明治三十八年）7月，第十二區改名「羅東區」。1909年（明治四十二年）10月，合併二十廳為十二廳，該庄仍隸屬於宜蘭廳。1920年（大正九年），廢十二廳改設五州二廳，該庄改制為「月眉」大字，隸屬於臺北州羅東郡羅東街。
戰後羅東街改制為羅東鎮，隸屬於臺北縣，大字改制為里。1950年10月，北、基、宜分治，羅東鎮改隸屬於宜蘭縣。

## 聚落
本地區發展較早的聚落為月眉，在日治期初期的官方地圖上已有記載。

## 交通
國道5號又稱「北宜高速公路」，是橫跨台灣東西部的高速公路，大致以北北西—南南東走向經過月眉地區東部。由該道路向北北西可前往五結、宜蘭、礁溪、頭城西南部、坪林、石碇、南港並止於國道3號南港系統交流道，向南南東可前往冬山東部、蘇澳等地。
省道台7丙線（中山路二段）是大同鄉牛鬥橋至五結鄉利澤簡的幹道，大致以西北西—東南東走向經過本地區西北部一小段邊界地帶。由該道路向西北西經羅東市區後可前往冬山西北部、三星、大同鄉牛鬥橋並止於省道台7線本線路口，向東南東可前往五結利澤簡並止於省道台2戊線路口。
鄉道宜25線（富農路三段）是二結至冬山的道路，大致以北北東—南南西走向經過本地區東部。由該道路向北北東可前往打那岸東南部、鐤撖社西部、大埔西部、頂五結東部的五結市區、下五結與下三結交界地帶、頂三結、二結中部偏西南並止於省道台9線路口，向南南西可前往武淵、武罕與三堵邊界地帶、珍珠里簡、冬山市區並止於鄉道宜30線路口。
鄉道宜25-2線（月眉路）是東安至武淵的道路，其東南側端點位於本地區東南部與武淵交界地帶的鄉道宜25線本線路口。由此向西北西蜿蜒貫穿本地區，出境後可前往十八埒東南部並止於省道台7丙線路口。